# Menno Simons
Menno Simons (Witmarsum, 1496 – Wüstenfelde, 31 gennaio 1561)  fu un riformatore olandese (eretico per i cattolici), ed è stato una delle figure più importanti fra gli anabattisti. I suoi seguaci sono chiamati Mennoniti.

## Biografia
Simons nacque nel villaggio di Witmarsum, presso Wûnseradiel, nella attuale Frisia, una provincia dei Paesi Bassi, nella modesta famiglia di un vaccaro di nome Simon. Dopo aver studiato nel monastero di Bolsward, dove apprese il latino e un poco di greco, nel marzo del 1524 fu ordinato sacerdote e nominato vicario della parrocchia di Pingjum, località prossima al suo villaggio natale.
Molto presto, in un clima di grandi dispute teologiche in tutta Europa, cominciò a dubitare della veridicità della dottrina della transustanziazione. Nelle sue memorie, racconta che dal 1525
Un problema ancora più grave gli si pose nel 1531, quando cominciò a sentir parlare delle dottrine anabattiste riguardo all'essere ribattezzati da adulti (la parola ana in greco significa "di nuovo"). All'inizio considerò in maniera piuttosto scettica questa posizione, ma in seguito, dopo alcune ricerche, dovette ammettere che non c'era traccia di bambini battezzati nella Bibbia. Venne quindi a contatto con alcuni anabattisti che predicavano in Frisia e in seguito con alcuni superstiti della rivolta di Münster. Simons considerava questi ultimi dei fanatici, degli invasati, eppure rimase molto colpito dalla loro completa dedizione e dalle loro idee riguardanti la Chiesa e la comunità dei fedeli.

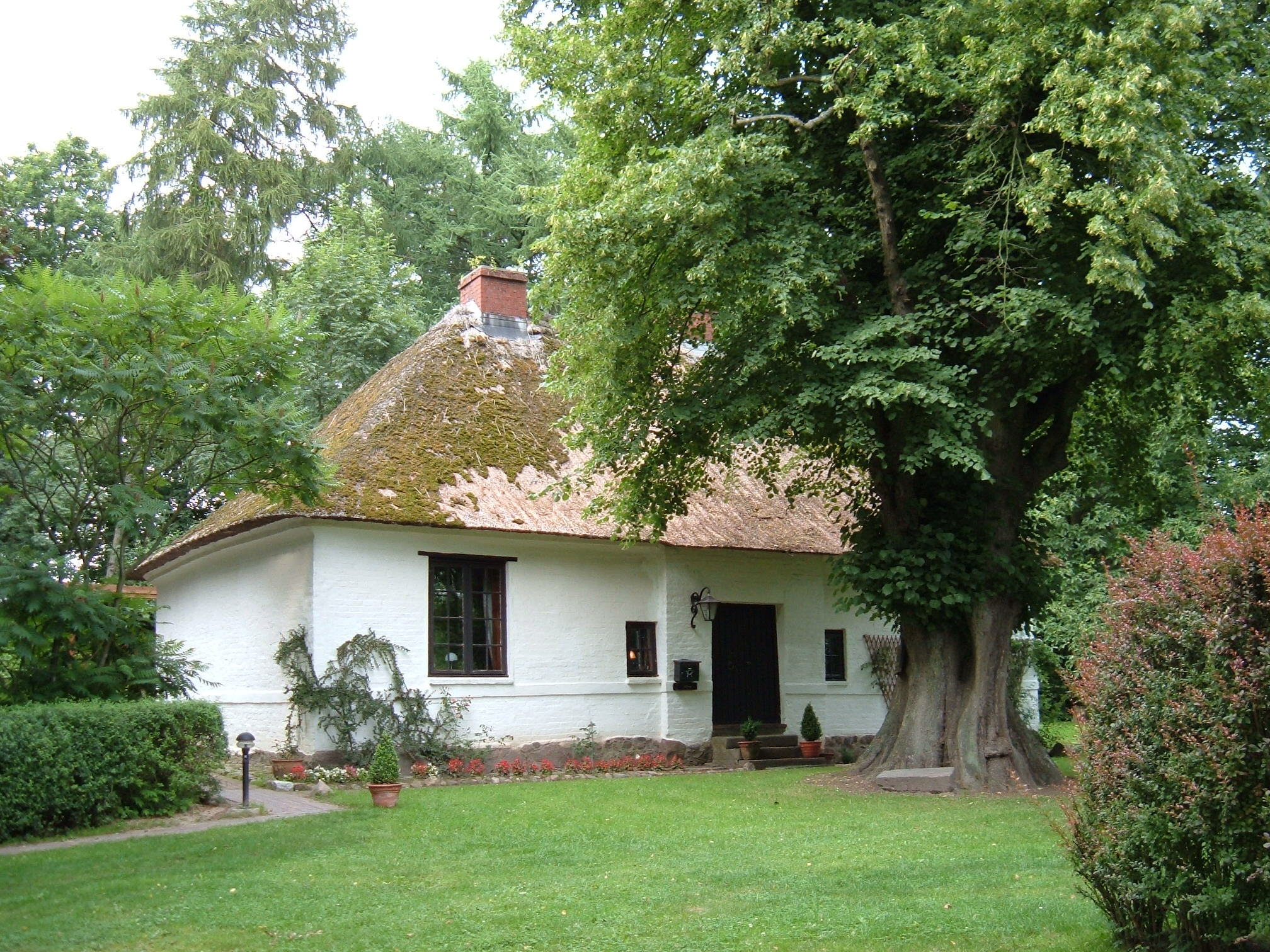
La casa nella quale sembra abbia lavorato Menno Simons

Dopo un periodo di profonda crisi spirituale, nel 1536 Menno Simons abbandonò la Chiesa cattolica e si fece ribattezzare. Molto velocemente divenne una figura importante all'interno del mondo anabattista. Al 1544 risalgono alcune lettere in cui ci si riferisce agli anabattisti olandesi chiamandoli Mennoniti. Menno Simons sposò una donna chiamata Gertrude ed ebbe tre figli, due maschi e una femmina. Morì il 31 gennaio del 1561 nella località di Wüstenfelde presso Bad Oldesloe nello Schleswig-Holstein e venne seppellito nel suo giardino.

## Eredità culturale
La sua importanza per il movimento anabattista fu enorme, non solo perché si unì a questo e lo difese proprio nel suo momento più difficile, ovvero pochi anni dopo la rivolta di Münster, ma anche perché introdusse sostanziali novità teologiche che furono fondamentali nel prosieguo dell'esperienza anabattista e mennonita in particolare. Da questo punto va sottolineata in particolare l'enfasi posta da Simons su temi quali il pacifismo e la nonviolenza.